# Úrvalsdeild 2017
Úrvalsdeild 2017 karla, også kendt som Pepsi-deild karla af sponsorårsager, var den 106. sæson af Islands bedste fodboldrække for mænd. Tolv hold konkurrerede i ligaen. Forsvarende mestre var FH, der vandt deres ottende ligatitel i 2016.
Sæsonen startede den 30. april 2017 og sluttede den 30. september 2017.

## Hold

### Klub Information
| Hold        | By             | Stadion            | Kapacitet |
| ----------- | -------------- | ------------------ | --------- |
| Breiðablik  | Kópavogur      | Kópavogsvöllur     | 5.501     |
| FH          | Hafnarfjörður  | Kaplakriki         | 6.738     |
| Fjölnir     | Reykjavík      | Extra völlurinn    | 2.000     |
| Grindavík   | Grindavík      | Grindavíkurvöllur  | 1.750     |
| ÍA          | Akranes        | Norðurálsvöllurinn | 3.054     |
| ÍBV         | Vestmannaeyjar | Hásteinsvöllur     | 3.034     |
| KA          | Akureyri       | Akureyrarvöllur    | 1.770     |
| KR          | Reykjavík      | Alvogenvöllurinn   | 3.333     |
| Stjarnan    | Garðabær       | Samsung völlurinn  | 2.300     |
| Valur       | Reykjavík      | Valsvöllur         | 2.465     |
| Víkingur Ó. | Ólafsvík       | Ólafsvíkurvöllur   | 900       |
| Víkingur R. | Reykjavík      | Víkin              | 1.613     |

Kilde: Scoresway Arkiveret 14. oktober 2017 hos  Wayback Machine

## Stillingen
| Pos | Hold        | K  | V  | U | T  | M+ | M- | MF  | P  | Kvalifikation eller nedrykning                                      |
| --- | ----------- | -- | -- | - | -- | -- | -- | --- | -- | ------------------------------------------------------------------- |
| 1   | Valur       | 22 | 15 | 5 | 2  | 43 | 20 | +23 | 50 | Kvalifikation til Champions League første kvalifikationsrunde (TBC) |
| 2   | Stjarnan    | 22 | 10 | 8 | 4  | 46 | 25 | +21 | 38 | Kvalifikation til Europa League første kvalifikationsrunde          |
| 3   | FH          | 22 | 9  | 8 | 5  | 33 | 25 | +8  | 35 | Kvalifikation til Europa League første kvalifikationsrunde          |
| 4   | KR          | 22 | 8  | 7 | 7  | 31 | 29 | +2  | 31 |                                                                     |
| 5   | Grindavík   | 22 | 9  | 4 | 9  | 31 | 39 | −8  | 31 |                                                                     |
| 6   | Breiðablik  | 22 | 9  | 3 | 10 | 34 | 35 | −1  | 30 |                                                                     |
| 7   | KA          | 22 | 7  | 8 | 7  | 37 | 31 | +6  | 29 |                                                                     |
| 8   | Víkingur R. | 22 | 7  | 6 | 9  | 32 | 36 | −4  | 27 |                                                                     |
| 9   | ÍBV         | 22 | 7  | 4 | 11 | 32 | 38 | −6  | 25 | Kvalifikation til Europa League første kvalifikationsrunde          |
| 10  | Fjölnir     | 22 | 6  | 7 | 9  | 32 | 40 | −8  | 25 |                                                                     |
| 11  | Víkingur Ó. | 22 | 6  | 4 | 12 | 24 | 44 | −20 | 22 | Nedrykning til 1. deild karla                                       |
| 12  | ÍA          | 22 | 3  | 8 | 11 | 28 | 41 | −13 | 17 | Nedrykning til 1. deild karla                                       |

1. ↑  ÍBV kvalificerede sig til Europa League første kvalifikationsrunde ved at vinde Bikarkeppni karla 2017.

## Topscorere
Oversigten er opdateret til og med kampe spillet den 30. september 2017.
| Nr. | Spiller                   | Klub        | Mål |
| --- | ------------------------- | ----------- | --- |
| 1   | Andri Rúnar Bjarnason     | Grindavík   | 19  |
| 2   | Steven Lennon             | FH          | 15  |
| 3   | Guðjón Baldvinsson        | Stjarnan    | 12  |
| 4   | Geoffrey Castillion       | Víkingur R. | 11  |
| 4   | Hólmbert Aron Friðjónsson | Stjarnan    | 11  |
| 6   | Gunnar Heiðar Þorvaldsson | ÍBV         | 10  |
| 6   | Hilmar Árni Halldórsson   | Stjarnan    | 10  |
| 8   | Emil Lyng                 | KA          | 9   |
| 8   | Tobias Thomsen            | KR          | 9   |
| 8   | Elfar Árni Aðalsteinsson  | KA          | 9   |